# Acetamiprid
Acetamiprid o (1E)-N-[(6-Chlor-3-pyridinyl)methyl]-N-cyan-N-methylethanimidamida  es un compuesto orgánico  con la fórmula química C10H11ClN4. Se trata de un insecticida inodoro neonicotinoide producida bajo los nombres comerciales Assail, y 'Chipco por Aventis CropSciences. Es sistémico para el control de insectos  en cultivos como las hortalizas de hoja verde, cítricos , frutas de pepita, uvas, algodón, coles , y plantas ornamentales. También es un pesticida comercial clave en la cereza  debido a su eficacia contra la larva de la mosca de la fruta de cereza.
Debido a su ecotoxicidad, está prohibido desde 2018 en Francia en este ámbito de uso, pero se volverá a autorizar en 2025 (junto con la flupiradifurona) a petición de las industrias de la remolacha azucarera y la avellana en particular, a pesar de que estudios recientes muestran que su toxicidad en peces, mamíferos y abejas parece haber sido subestimada anteriormente (y a veces demostrada para la exposición subletal).

## Seguridad
Numerosos estudios (en Europa, China y Japón) han establecido un vínculo entre el acetamiprid y trastornos del desarrollo neuronal en mamíferos.
En una declaracion de Mayo 2024, la Autoridad Europea de Seguridad Alimentaria (EFSA) considera que "existen importantes incertidumbres en el conjunto de pruebas para las propiedades de neurotoxicidad del desarrollo (toxicidad para la formación del cerebro) del acetamiprid y, por lo tanto, se necesitan más datos para llegar a una comprensión mecanicista más sólida que permita una evaluación adecuada de los peligros y riesgos. "
Investigadores chinos han demostrado que, entre más de 300 voluntarios de todas las edades reclutados para su estudio, más del 85 % presentaban rastros detectables del principal metabolito del acetamiprid en su líquido cefalorraquídeo. La EFSA también estimó que los límites máximos de residuos vigentes en frutas y verduras representaban un riesgo para el consumidor.
En febrero 2025, investigadores japoneses demostraron que los roedores de laboratorio expuestos in utero a bajas dosis de acetamiprid presentaban alteraciones en la estructura de su cerebelo y, a dosis más altas, sufrían trastornos motores.
En mayo de 2011, Jiao-jiao Zhang y colaboradores concluyeron que el acetamiprid daña la función reproductiva masculina de ratones Kunming machos al inducir estrés oxidativo en los testículos.
Los datos sobre los polinizadores son incompletos. La toxicidad aguda del acetamiprid para la abeja doméstica (Apis mellifera) es, ciertamente, unas mil veces menor que la de la mayoría de los otros neonicotinoides. Sin embargo, como recuerda la EFSA, los estudios presentados por la industria para probar el producto en condiciones reales generaron ‘preocupaciones respecto a su solidez y fiabilidad, debido a graves deficiencias’.
Acetamiprid se clasifica como poco probable como cancerígeno en seres humanos segun la Agencia de Protección Ambiental de Estados Unidos. Acetamiprid tiene una toxicidad aguda y crónica mas baja que otros  neonicotinoides en mamíferos, sin evidencia de carcinogenicidad, neurotoxicidad o mutagenicidad. La Agencia de Protección Ambiental de Estados Unidos (EPA)  clasifica  su toxicidad como de categoría II en estudios orales agudos en ratas, de categoría III en estudios de contacto cutáneo e inhalación aguda en ratas, y de categoría IV en estudios de irritación de piel y ojos en conejos. Es móvil en el suelo, pero se degrada rápidamente a través del metabolismo aeróbico del suelo, con estudios que muestran una vida media de entre <1 y 8,2 días. La EPA no considera que sea persistente en el ambiente, y lo considera "sólo moderadamente tóxico" para las abejas; sin embargo, algunos medios de comunicación y el documental de 2009 Vanishing of the Bees , sobre la desaparición de las abejas, han culpado a neonicotinoides como el acetamiprid del trastorno llamado colapso de las colonias apícolas.